# Хосе Гарсіа Ньєто
Хосе Гарсія Ньєто (ісп. José García Nieto; нар. 6 липня 1914, Ов'єдо — пом. 27 лютого 2001, Мадрид) — іспанський поет і прозаїк. У 1996 році був удостоєний премії Мігеля де Сервантеса. Разом із Габріелем Селая, Бласом де Отеро та Хосе Єрро належав до післявоєнного покоління іспанських поетів.

## Біографія
Хосе Гарсія Ньєто народився в Ов'єдо 6 липня 1914 року за адресою 8, la calle Portugalete (нині 6 Melquíades Álvarez). Його батьками були Хосе Гарсія Луесо та Марія де Ла Енкарнасьон Ньєто Фернандес. Осиротівши у віці дев'яти років, він жив з матір'ю в Сарагосі, Толедо і Мадриді, де отримав атестат зрілості і почав писати вірші. 
У 1950 році він отримав премію Адонаїс за збірку «Драма самотності» («Dama de soledad»); у 1955 році він здобув премію Фастенрат від Королівської академії іспанської мови за збірку «Географія кохання» (Geografía es amor).
У 1951 і 1957 роках він був відзначений Національною премією іспанської літератури (Premio Nacional de Literatura de España); у 1980 році він отримав Премію Маріано де Кавіа.
13 березня 1983 року Гарсіа Ньєто був обраний доКоролівської академії іспанської .
У 1987 році він здобув премію Гонсалес-Руано. У 1996 році отримав премію Сервантеса.

## Твори
- Víspera hacia ti (1940)
- Poesía (1944)
- Versos de un huésped de Luisa Esteban (1944)
- Tú y yo sobre la tierra (1944)
- Retablo de ángel, el hombre y la pastora (1944)
- Del campo y soledad (1946)
- Juego de los doce espejos (1951)
- Tregua (1951).
- La red (1955).
- Geografía es amor (1956). Premio Nacional de Literatura
- El parque pequeño (1959)
- Corpus Chisti y seis sonetos (1962)
- Circunstancias de la muerte (1963)
- La hora undécima (1963)
- Memorias y compromisos (1966)
- Hablando solo (1967).
- Facultad de volver (1970)
- Taller de arte menor y cincuenta sonetos (1973)
- Súplica por la paz del mundo y otros «collages» (1973).
- Sonetos y revelaciones de Madrid (1974)
- Los cristales fingidos (1978)
- El arrabal (1980)
- Nuevo elogio de la lengua española (1983)
- Sonetos españoles a Bolívar (1983)
- Donde el mundo no cesa de referir su historia (1983) – проза
- Piedra y cielo de Roma (1984)
- Carta a la madre (1988)
- Mar viviente (1989)
- El cuaderno roto (1989) – проза